# 1288 en santé et médecine
| Années de la santé et de la médecine : 1285 - 1286 - 1287 - 1288 - 1289 - 1290 - 1291    |
| Décennies de la santé et de la médecine : 1250 - 1260 - 1270 - 1280 - 1290 - 1300 - 1310 |

Cet article présente les faits marquants de l'année 1288 en santé et médecine.

## Événements

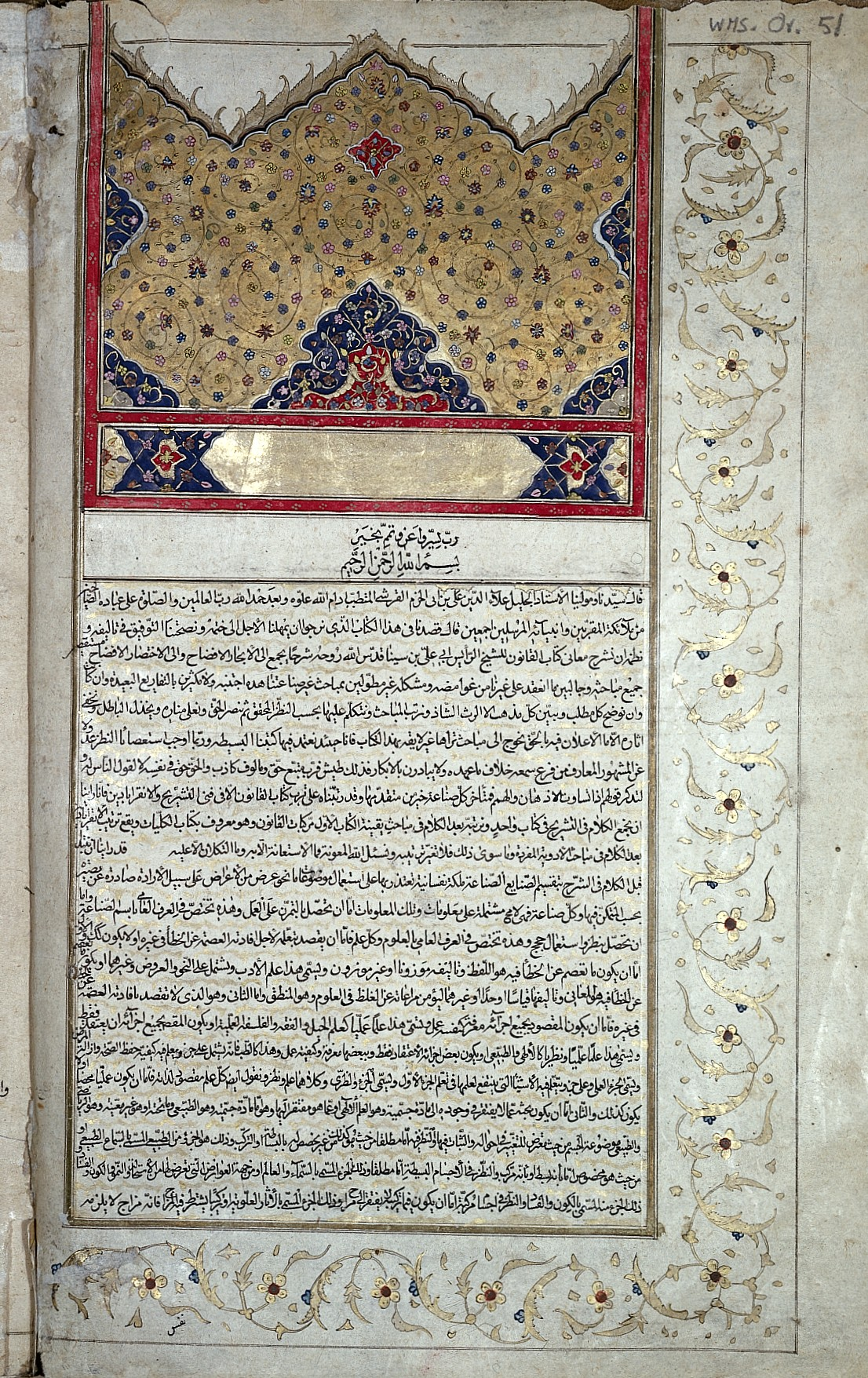
Ibn al-Nafis Commentaire sur le Canon d'Avicenne

- Pour remédier aux graves désordres constatés dans sa gestion, l'hospice d'Aigueperse, en Auvergne, probablement fondé vers l'an 1100, est transformé par Hugues d'Arcy en un chapitre séculier dont le doyen doit être agréé par l'évêque d'Autun, et sa chapelle, consacrée à sainte Marie-Madeleine, est érigée en collégiale[1],[2].

- À Saint-Quentin, dans le Vermandois, Mathieu Buridan et sa femme créent l'hôpital Buridan, « réservé aux pauvres femmes accouchées [et] desservi par les « buridanes », femmes qui portent le vêtement religieux mais ne font pas de vœux[3] ».
- Depuis le milieu du siècle, on soumet généralement à une expertise médicale l'admission en léproserie, qui condamne à rompre avec le monde, mais qui est aussi un privilège en raison du nombre limité des places ; ainsi par exemple, à Pistoia en Toscane, « le médecin Laurent est appelé par le père d'une patiente à poser « devant Dieu » son diagnostic, après avoir soigneusement observé les symptômes et s'être entretenu avec elle[4] ».
- À Bologne, en Italie, les experts médicaux sont choisis dans une liste de médecins installés depuis au moins dix ans dans les différents quartiers de la ville[5].
- Un hôpital est mentionné à Soultz, dans la principauté épiscopale de Strasbourg, en Allemagne[6].
- 1288-1290 : création de l'université de Lisbonne[7].
- Vers 1288-1295 : le médecin François André († 1311) est au service des fils de Charles II, roi de Naples, laissés en otages à Barcelone[8].

## Publication
- Sous le titre de Liber servitoris, Simon de Gênes (fl. 1288-1303) et Abraham Tortuensis traduisent de l'arabe en latin le 28e livre, consacré à la pharmacie, du Tasrif d'Abulcasis (c. 940 -c.1040[9]).

## Personnalités
- Fl. Abraham Tortuensis, auteur d'un petit manuel de thérapeutique, collaborateur de la traduction latine du Traité des plantes attribué à Galien (125-216) et, avec Simon de Gênes (fl. 1288-1303), du Liber aggregatus in medicinis simplicibus (« Livre des remèdes simples ») de Sérapion (XIIe siècle) et du 28e livre du Tasrif d'Abulcasis (c. 940 -c.1040[8]).
- 1288-1296 : fl. Jean, médecin à Chambéry, archiatre des comtes de Savoie[10].
- 1288-1303 : fl. Simon de Gênes († 1303), médecin au service des papes Nicolas IV et Boniface VIII[11], traducteur de la pharmacopée du Tasrif d'Abulcasis (c. 940 -c.1040) et auteur de la  Clavis sanationis, « ouvrage de référence sur les termes techniques médicaux et botaniques[12],[13] ».
- 1288-1311 : fl. François André († 1311), médecin au service de Charles II, roi de Naples, et de ses fils laissés en otages à Barcelone[8].

## Naissance
- Lorenzo Rusio (mort en 1347), vétérinaire italien, auteur du Liber marescalciae equorum, traité d'hippiatrie et de maréchalerie composé vers 1240 et dédicacé à Avignon au cardinal Napoléon Orsini[14].

## Décès
- Halîm (né à une date inconnue), chirurgien « spécialisé dans l'oculistique, peut-être originaire de Brienon en Bourgogne, brûlé à Troyes[8] ».
- Ibn Nafis (né en 1208[15] ou 1213[16]), médecin arabe, auteur en 1242 d'un commentaire d'Avicenne (Al-Shamil fi al-Tibb) où la circulation pulmonaire est décrite pour la première fois.